# Dzięgiele Oleckie
Dzięgiele Oleckie (Duits: Dzingellen; 1938–1945: Dingeln) is een plaats in het Poolse woiwodschap Ermland-Mazurië, in het district Olecki. De plaats maakt deel uit van de stad- en landgemeente Olecko.